# Сар'єго
Сар'єго (ісп. Sariego, аст. Sariegu) — муніципалітет в Іспанії, у складі автономної спільноти Астурія. Населення — 1331 осіб (2009).
Муніципалітет розташований на відстані близько 370 км на північний захід від Мадрида, 23 км на схід від Ов'єдо.
Муніципалітет складається з таких паррокій: Нарсана, Сан-Роман, Сантьяго.

## Демографія
Динаміка населення (INE ):

## Галерея зображень

Розташування муніципалітету